# Чепижинцы
Чепижинцы (укр. Чепіжинці) — село, входит в Володарский район Киевской области Украины.
Население по переписи 2001 года составляло 233 человека. Почтовый индекс — 09300. Телефонный код — 4569. Занимает площадь 1,99 км². Код КОАТУУ — 3221682803.

## Местный совет
09340, Київська обл., Володарський р-н, с.Капустинці, вул.Леніна,3